# Андреа Контарини
Андреа Контарини (на италиански: Andrea Contarini) е шестдесетият венециански дож от 1367 до 1382 г.

## Ранни години
Андреа е син на Николо Контарини, наследник на богатата и знатна венецианска фамилия Контарини.
Като млад той пътува много, посещава с приятели бордеи и манастири, в които има много любовници. Според една от легендите, Андреа претърпява голям вътрешен катарзис едва, когато при една от срещите си с една от монахините вижда на пръста ѝ венчална халка и тя му обяснява, че халката е символът на отдадеността ѝ на Христос, комуто е обречена. Преданието разказва, че това до такава степен смутило Андреа, че той избягал от манастира, разтърсен. След тази случка бъдещият дож започнал да води примерен живот, оженил се за някоя си Констанца и имал от нея четири деца. Според друго семейно предание на младини на Андреа му предсказали, че ще бъде избран за дож и това ще му донесе много неприятности и затова той дълго отказвал поста. Според историка Клаудио Рендина именно поради тази причина вероятно уплашен от предсказанието, Андреа отказва да бъде дож на изборите на Съвета през 1361 и после отново през 1365 г., но въпреки всичките му усилия да избегне назначението, на 20 януари 1368 г. той все пак е избран с 25 гласа „за“ от общо 41 гласували независимо от молбата му да не бъде издигана кандидатурата му.

## Дож на Венеция
Когато го избират за дож на 20 януари 1368 г., Андреа Контарини се намира във вилата си в Падуа и получава покана да се яви да заеме поста, в противен случай е заплашен от заточаване и отнемане на имуществото. Действително предсказанието сякаш се сбъдва, тъй като през цялото 15-годишно управление на Контарини не спират войните и сблъсъците и сякаш неприятностите нямат край. Още на следващата 1369 година избухва война с Триест, а от 1370 г. Венеция отново е в разпри с Падуа. Един от тайните планове на падуанците е техни шпиони да отровят кладенците на Венеция. На 2 юли 1372 г. планът е разкрит и арестуваните заговорници са екзекутирани. Мирът с Падуа е подписан на 2 октомври 1373 г.
По същото време Венеция е атакувана неуспешно от унгарския крал, който година по-късно иска мир. През 1373 избухва ново напрежение между Венеция и Генуа и генуезците определено имат преимущество, тъй като Венеция е без съюзници и в състояние на икономическа криза. В периода 1374–1378 г. протича подготовка за поредната война между двете морски сили, която този път трябва да бъде решаваща.

## Войната при Киоджа
Генуезците опустошават колониите на Венеция във Византия и срещу тях е изпратен венецианският адмирал Ветор Писани, който удържа победа на 30 май 1378, но е принуден моментално да се оттегли, тъй като Генуа изпраща нов, по-силен флот под командването на опитния Лучано Дория. На 7 май 1379 генуезците напълно разгромяват венецианците. Новината, донесена от оцелял венециански войник, спасил се с плуване от брега на Истрия до този на Венеция, предизвиква паника в града. Адмирал Писани е хвърлен в затвора, флотът е реформиран, но е прекалено късно – островите във Венецианската лагуна Повеглия, Маламоко, Киоджа, Сан Ерасмо са загубени. Доставките на храна са блокирани, същевременно маджарите нападат Истрия и изглежда, че краят на Венецианската република е близък. Но на 18 август 1379 с един отчаян акт аристокрацията иска съвет от гражданите, събрани на площад Сан Марко, какво да се предприеме. Ветор Писани е освободен от затвора и са му поверени 40 кораба. Андреа Контарини въпреки вече почти 80-годишната си възраст поема командването на няколко военни части. След дълги сражения на 22 декември 1379 Писани успява да достигне Киоджа и обсажда генуезците. Лучано Дория е убит през януари 1380 г., Киоджа е превзет и на 24 юни 1380 Андреа Контарини влиза тържествено в града. Войната продължава още цяла година след тази победа и накрая без да постигнат убедителен превес двамата противници се решават на компромис – Венеция загубва правата си над Далмация и Тревизо и над морската търговия в Черно море. Това, въпреки че изглежда като поражение, всъщност се превръща в триумф, тъй като Генуа, изтощена от дългата война, преживява истински упадък и за кратко загубва всичко.

## Смърт
Андреа Контарини умира на 5 юни 1382 и е погребан в църквата Санто Стефано във Венеция.